# Kolonisering av Venus

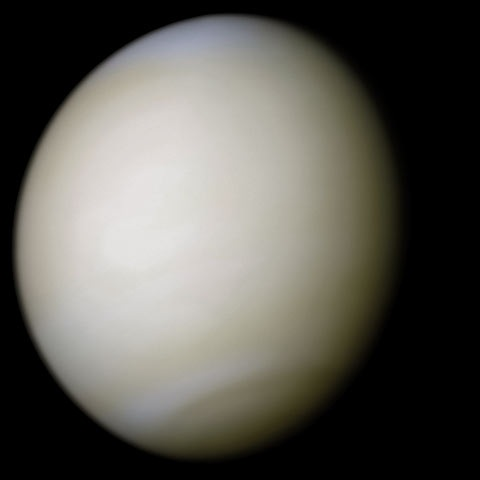
Venus.

Kolonisering av Venus är en tänkt process som inte ägt rum i verkligheten. Begreppet innebär att människor bosätter sig på planeten Venus. 
Sedan rymdåldern inleddes har man spekulerat om Venus som ett möjligt mål för en mänsklig kolonisering i det inre solsystemet. Upptäckten av Venus mycket ogästvänliga atmosfär har dock lett till att dessa tankar betraktats som avlägsna av många och fokus har flyttats mot Mars och månen. Nyligen har man dock undersökt möjligheten att kolonisera Venus med början i molntopparna som har mer tolererbara förhållanden för att därefter ta sig ner mot ytan när man är redo. En eventuell kolonisering av Venus ligger dock sannolikt mycket långt fram i tiden på grund av de tekniska svårigheterna det skulle medföra. Det är även oklart vad de omedelbara fördelarna med en sådan kolonisation skulle vara i förhållande till andra tänkbara mål.

## Fördelar
Venus har uppenbara likheter med jorden, vilket kan göra en kolonisation enklare än andra tänkbara mål. Dessa likheter, och dess närhet, har gjort att den ibland kallats vår "systerplanet".
Venus är lik Jorden både i storlek och massa, vilket resulterar i att Venus och Jorden har närliggande tyngdaccelerationer (0,904 g jämfört med Jordens 1 g).[källa behövs] De flesta andra mål som föreslagits för kolonisation skulle skada människan efter en långtidsvistelse. Människor som däremot fötts på Venus skulle kunna anpassa sig till jordens gravitation utan problem.
I Venus övre atmosfär, på en höjd på ungefär 50 km, skulle trycket och temperaturen vara jordlik (1 bar och 0–50 °C).[källa behövs] Denna region är även rik på solenergi, hela 2 610 watt per kvadratmeter i toppen av Venus atmosfär; det är 1,9 gånger mer än jorden.[källa behövs] Venus är också den närmst belägna större himlakroppen från jorden sett, efter månen. Detta gör transporter och kommunikation enklare än för de flesta andra platser i solsystemet.

## Nackdelar
Venus har också ett antal betydande utmaningar för kolonisering av människan:
Venus yta är extremt varm, med temperaturer runt 500 °C vid ekvatorn, högre än smältpunkten för bly. Det atmosfäriska trycket på ytan är minst 90 gånger större än de på jorden; detta tryck motsvarar trycket en kilometer under vatten. Vatten, i alla former, saknas nästan helt. I atmosfären finns inget syre. Den består huvudsakligen av koldioxid i giftiga mängder – och de synliga molnen består av svavelsyra och en liten del svaveldioxid.